# Coppa del Mondo giovani di slittino 1999
La Coppa del Mondo giovani di slittino 1998/1999 fu la seconda edizione del circuito mondiale dello slittino relativo alla categoria giovani -che all'epoca veniva indicata come juniores I-, manifestazione organizzata annualmente dalla FIL; iniziò il 28 novembre 1998 ad Oberhof in Germania e si concluse il 24 gennaio 1999 ad Altenberg in Germania e si svolse in contemporanea alla medesima competizione riservata agli juniores. Si disputarono dieci gare: cinque prove nel singolo donne ed altrettante nel singolo uomini in cinque differenti località; per stilare la graduatoria finale venne scartato il peggior risultato di coloro che disputarono tutte le tappe.
Le coppe di cristallo, trofeo conferito ai vincitori del circuito, furono assegnate alla statunitense Nicole Oliveira per quanto concerne il singolo donne ed al canadese Mike Moffat nel singolo uomini.

## Calendario
| Tappa  | Località             | Pista                         | Data                | Singolo | Singolo |
| Tappa  | Località             | Pista                         | Data                | Donne   | Uomini  |
| ------ | -------------------- | ----------------------------- | ------------------- | ------- | ------- |
| 1      | Oberhof              | Pista di Oberhof              | 28–29 novembre 1998 | ●       | ●       |
| 2      | Schönau am Königssee | Eisarena Königssee            | 5–6 dicembre 1998   | ●       | ●       |
| 3      | La Plagne            | Pista di La Plagne            | 12–13 dicembre 1998 | ●       | ●       |
| 4      | Calgary              | Pista del Canada Olympic Park | 9–10 gennaio 1999   | ●       | ●       |
| 5      | Altenberg            | Eiskanal Altenberg            | 23–24 gennaio 1999  | ●       | ●       |
| Totale | Totale               | Totale                        | Totale              | 5       | 5       |

## Risultati

### Singolo donne
| Data             | Località             | Nazione  | Prima classificata          | Seconda classificata   | Terza classificata       | RU    |
| ---------------- | -------------------- | -------- | --------------------------- | ---------------------- | ------------------------ | ----- |
| 29 novembre 1998 | Oberhof              | Germania | Nicole Oliveira Stati Uniti | Anja Eberhard Germania | Veronika Graitl Germania | [ 2 ] |
| 6 dicembre 1998  | Schönau am Königssee | Germania | N/D                         | N/D                    | N/D                      |       |
| 13 dicembre 1998 | La Plagne            | Francia  | N/D                         | N/D                    | N/D                      |       |
| 10 gennaio 1999  | Calgary              | Canada   | Nicole Oliveira Stati Uniti | Abbie Lovatt Canada    | Lindsay Danforth Canada  |       |
| 24 gennaio 1999  | Altenberg            | Germania | N/D                         | N/D                    | N/D                      |       |

### Singolo uomini
| Data             | Località             | Nazione  | Primo classificato      | Secondo classificato      | Terzo classificato        | RU    |
| ---------------- | -------------------- | -------- | ----------------------- | ------------------------- | ------------------------- | ----- |
| 28 novembre 1998 | Oberhof              | Germania | Mike Moffat Canada      | Wolfgang Linger Austria   | Franz König Germania      | [ 3 ] |
| 5 dicembre 1998  | Schönau am Königssee | Germania | Wolfgang Linger Austria | Mike Moffat Canada        | Patrick Habegger Svizzera |       |
| 12 dicembre 1998 | La Plagne            | Francia  | Mike Moffat Canada      | Jon Gray Stati Uniti      | Anton Hörhager Austria    |       |
| 9 gennaio 1999   | Calgary              | Canada   | Jeff Christie Canada    | Jorgen Krause Canada      | Mike Moffat Canada        |       |
| 23 gennaio 1999  | Altenberg            | Germania | Mike Moffat Canada      | Patrick Habegger Svizzera | Nico Oetzel Germania      | [ 1 ] |

## Classifiche

### Singolo donne
| Pos. | Nome                | Nazione     | Risultati ottenuti | Risultati ottenuti | Risultati ottenuti | Risultati ottenuti | Risultati ottenuti | Punti totali |
| Pos. | Nome                | Nazione     | OBE                | KÖN                | LAP                | CAL                | ALT                | Punti totali |
| ---- | ------------------- | ----------- | ------------------ | ------------------ | ------------------ | ------------------ | ------------------ | ------------ |
| 1    | Nicole Oliveira     | Stati Uniti | 1                  | N/D                | N/D                | 1                  | N/D                | N/D          |
| 2    | Sabine Würtenberger | Austria     | 5                  | N/D                | N/D                | –                  | N/D                | N/D          |
| 3    | Anja Eberhardt      | Germania    | 2                  | N/D                | N/D                | –                  | N/D                | N/D          |

### Singolo uomini
| Pos. | Nome             | Nazione     | Risultati ottenuti | Risultati ottenuti | Risultati ottenuti | Risultati ottenuti | Risultati ottenuti | Punti totali |
| Pos. | Nome             | Nazione     | OBE                | KÖN                | LAP                | CAL                | ALT                | Punti totali |
| ---- | ---------------- | ----------- | ------------------ | ------------------ | ------------------ | ------------------ | ------------------ | ------------ |
| 1    | Mike Moffat      | Canada      | 1                  | 2                  | 1                  | 3                  | 1                  | 385          |
| 2    | Wolfgang Linger  | Austria     | 2                  | 1                  | 4                  | 5                  | 12                 | 300          |
| 3    | Patrick Habegger | Svizzera    | 5                  | 3                  | 5                  | –                  | 2                  | 265          |
| 4    | Jon Gray         | Stati Uniti | 4                  | 11                 | 2                  | 4                  | 6                  | 255          |
| 5    | Andreas Graitl   | Germania    | 7                  | 5                  | –                  | –                  | 4                  | 161          |
| 6    | Nico Oetzel      | Germania    | 11                 | 8                  | –                  | –                  | 3                  | 146          |
| 7    | Jorgen Krause    | Canada      | –                  | 4                  | –                  | 2                  | DNF                | 145          |
| 8    | Anton Hörhager   | Austria     | 19                 | 7                  | 3                  | –                  | DNF                | 138          |
| 9    | Jeff Christie    | Canada      | –                  | –                  | –                  | 1                  | 17                 | 124          |
| 9    | Stanisław Deja   | Polonia     | 10                 | 12                 | 13                 | –                  | 15                 | 124          |